# 袁光泽
袁光泽（？—？），云南临沧人，中华人民共和国政治人物。

## 生平
中共党员，1984年4月至1987年4月，担任中共沧源县委副书记。1987年4月至1990年4月，担任中共沧源县委书记。1990年4月，由潘忠宇则接任。